# Sauveterre-de-Rouergue
Sauveterre-de-Rouergue (occitanska: Sauvatèrra) är en kommun i departementet Aveyron i regionen Occitanien i södra Frankrike. Kommunen ligger  i kantonen Baraqueville-Sauveterre som ligger i arrondissementet Rodez. År 2022 hade Sauveterre-de-Rouergue 711 invånare.

## Befolkningsutveckling
Antalet invånare i kommunen Sauveterre-de-Rouergue
Referens: INSEE